# العلاقات الزيمبابوية الميانمارية
العلاقات الزيمبابوية الميانمارية هي العلاقات الثنائية التي تجمع بين زيمبابوي وميانمار.

## مقارنة بين البلدين
هذه مقارنة عامة ومرجعية للدولتين:
| وجه المقارنة                                              | زيمبابوي | ميانمار          |
| --------------------------------------------------------- | --- | ---------------- |
| المساحة (كم2)                                             | 390.76 ألف | 676.58 ألف       |
| عدد السكان (نسمة)                                         | 16.53 مليون | 53.37 مليون      |
| الكثافة السكانية (ن./كم²)                                 | 42.3 | 78.88            |
| العاصمة                                                   | هراري | نايبيداو، يانغون |
| اللغة الرسمية                                             | لغة إنجليزية، اللغة الشونا، النديبيلية الشمالية ‏، لغة الشيشيوا، Barwe ‏، Kalanga language ‏، Tshwa language ‏، النداو ‏، اللغة التسونجا، لغة الإشارة الزيمبابوية ‏، اللغة السوتية، تونغا ‏، اللغة التسوانية، اللغة الفيندية، اللغة الكوسية | اللغة البورمية   |
| العملة                                                    | دولار أمريكي | كيات ميانماري    |
| الناتج المحلي الإجمالي (بليون دولار)                      | 17.85 مليار | 69.32 مليار      |
| الناتج المحلي الإجمالي (تعادل القوة الشرائية) بليون دولار | 27.88 مليار | 282.95 مليار     |
| الناتج المحلي الإجمالي الاسمي للفرد دولار أمريكي          | 924 | 1.16 ألف         |
| الناتج المحلي الإجمالي للفرد دولار أمريكي                 | 1.79 ألف |                  |
| مؤشر التنمية البشرية                                      | 0.509 | 0.536            |
| رمز المكالمات الدولي                                      | +263 | +95              |
| رمز الإنترنت                                              | .zw | .mm              |
| المنطقة الزمنية                                           | ت ع م+02:00 | ت ع م+06:30      |

## منظمات دولية مشتركة
يشترك البلدان في عضوية مجموعة من المنظمات الدولية، منها:
| علم المنظمة | اسم المنظمة                        | تاريخ انضمام زيمبابوي | تاريخ انضمام ميانمار |
| ----------- | ---------------------------------- | --------------------- | -------------------- |
|             | مؤسسة التنمية الدولية              | 29 سبتمبر 1980        | 5 نوفمبر 1962        |
|             | يونسكو                             | 22 سبتمبر 1980        | 27 يونيو 1949        |
|             | مؤسسة التمويل الدولية              | 29 سبتمبر 1980        | 3 ديسمبر 1956        |
|             | منظمة حظر الأسلحة الكيميائية       | ?                     | ?                    |
|             | الأمم المتحدة                      | 25 أغسطس 1980         | 19 أبريل 1948        |
|             | الاتحاد الدولي للاتصالات           | 10 فبراير 1981        | 15 سبتمبر 1937       |
|             | منظمة الشرطة الجنائية الدولية      | ?                     | ?                    |
|             | البنك الدولي للإنشاء والتعمير      | 29 سبتمبر 1980        | 3 يناير 1952         |
|             | الاتحاد البريدي العالمي            | ?                     | ?                    |
|             | وكالة ضمان الاستثمار متعدد الأطراف | 10 أبريل 1992         | 16 ديسمبر 2013       |
|             | منظمة التجارة العالمية             | ?                     | ?                    |

## وصلات خارجية
- موقع وزارة الخارجية الزيمبابوية
- موقع وزارة الخارجية الميانمارية